# 李璲
李璲（710年代？—765年），唐玄宗李隆基第十二子，母为刘华妃，本名李潍。
生年不详，从他异母兄李一和异母弟李璬的生年推测，李璲的生年为716年至718年间。开元十三年（725年）五月，封为仪王。十五年（727年），领河南牧。二十三年（735年），加开府仪同三司，兼河南牧，改名李璲。永泰元年（765年）二月李璲薨逝，废朝三日，赠太傅。其子李侁为钟陵郡王、光禄卿同正员，李僆为广陵王、国子祭酒同正员。

## 延伸阅读
[在维基数据编辑]
 《舊唐書·卷107》，出自刘昫《舊唐書》
 《新唐書·卷082》，出自《新唐書》